# Miss Mundo 2017
Miss Mundo 2017, la 67.ª edición del concurso Miss Mundo, se llevó a cabo el 18 de noviembre de 2017 en el Sanya City Arena, en Sanya (China).
Representantes provenientes de 118 países y territorios compitieron por el título en esta edición del concurso. Al final del evento, Miss Mundo 2016, Stephanie Del Valle de Puerto Rico, coronó como su sucesora a Manushi Chhillar de la India. Es la sexta victoria de la India, después de las de 1966, 1994, 1997, 1999 y 2000.
La gala final fue conducida por Fernando Allende, Angela Chow y Megan Young; además de Frankie Cena, Steve Douglas y Barney Walsh. Kristián Kóstov, Jeffrey Li, Celine Tam y Zizi se encargaron del entretenimiento.

## Antecedentes

### Sede y fecha
El 8 de abril de 2017, la Organización Miss Mundo anunció en una conferencia de prensa en Shenzhen (China) que esta edición se llevaría a cabo en el mencionado país. Posteriormente se confirmó que la final se llevaría a cabo el 18 de noviembre de 2017 en el Sanya City Arena de la ciudad de Sanya, en la provincia de Hainan. Fue la octava vez que China acogió el evento, después de haberlo hecho en 2003, 2004, 2005, 2007, 2010, 2012 y 2015.

### Selección de candidatas

#### Reemplazos
Jessia Islam, la primera finalista de Miss Mundo Bangladés 2017, representó a su país debido a que la titular original, Jannatul Nayeem Avril, había contraído matrimonio. Michèle-Ange Minkata, la cuarta finalista de Miss Camerún 2016, representó a su país después de que la titular original, Julie Nguimfack, fuera destituida por motivos de indisciplina. Aurore Kichenin, la primera finalista de Miss Francia 2017, representó al país debido a que la titular, Alicia Aylies, compitió en Miss Universo. Star Hellas 2017, Maria Psilou, fue designada para representar a Grecia después de que Miss Hellas 2017, Theodora Soukia, se retirara debido a razones no reveladas.
Virginia Argueta, Miss Universo Guatemala 2016, fue designada para representar al país, dado que la ganadora original, Lisbeth Gómez, se retiró por razones personales. Helina Hewlett fue seleccionada como Miss Mundo Islas Vírgenes Británicas 2017 después de que la titular original, Khephra Sylvester, no pudiera competir debido a un conflicto de fechas entre Miss Mundo y Miss Universo. Kristin Amaya, la primera finalista de Miss Islas Caimán 2017, representó a su país debido a que la titular, Anika Conolly, sobrepasaba el límite de edad. Felana Tirindraza, la primera finalista de Miss Madagascar 2017, representó a su país debido a que la ganadora, Njara Windye Harris, compitió en Miss University Africa 2017.
Adé van Herdeen, la primera finalista de Miss Sudáfrica 2017, representó a su país debido a que la titular original, Demi-Leigh Nel-Peters, no pudiera competir debido a conflictos de programación entre Miss Mundo y Miss Universo. Aslı Sümen fue coronada como Miss Turquía Mundo 2017 después de que la titular original, Itır Esen, fuera destituida del título solo horas después de su coronación debido a un tuit controvertido sobre el intento de golpe de Estado de Turquía de 2016. Mary Chibula, la segunda finalista de Miss Zambia 2016, representó a su país después de que la titular original, Louisa Josephs Chingangu, fuera destituida debido a su comportamiento.

#### Debuts, regresos y retiros
Esta edición marcó el debut de Armenia, Laos y Senegal, así como el regreso de varios países que habían estado ausentes en ediciones anteriores. Entre ellos se encontraban Bangladés y Madagascar, que participaron por última vez en 2001; Cabo Verde, que participó por última vez en 2010; Liberia, en 2011; Macao, en 2012; Angola, en 2013; Grecia y Hong Kong, en 2014; y Camerún, Etiopía, Noruega, Zambia y Zimbabue, en 2015.
Sin embargo, varios países se retiraron de esta edición, incluyendo Antigua y Barbuda, Bielorrusia, Costa Rica, Haití, Guinea-Bisáu, Islas Vírgenes de los Estados Unidos, Kirguistán, Letonia, Malasia, Puerto Rico, República Democrática del Congo, República Checa, Sierra Leona, Santa Lucía y Uganda. Ekaterina Savchuk de Bielorrusia no participó por razones personales. Laila Da Costa de Guinea-Bisáu y Begimay Karybekova de Kirguistán tampoco participaron debido a que el gobierno chino les denegó sus visados de entrada.
Se esperaba que Masty Hama Adel de Irak participara en esta edición, pero finalmente no lo hizo por motivos desconocidos.

## Resultados

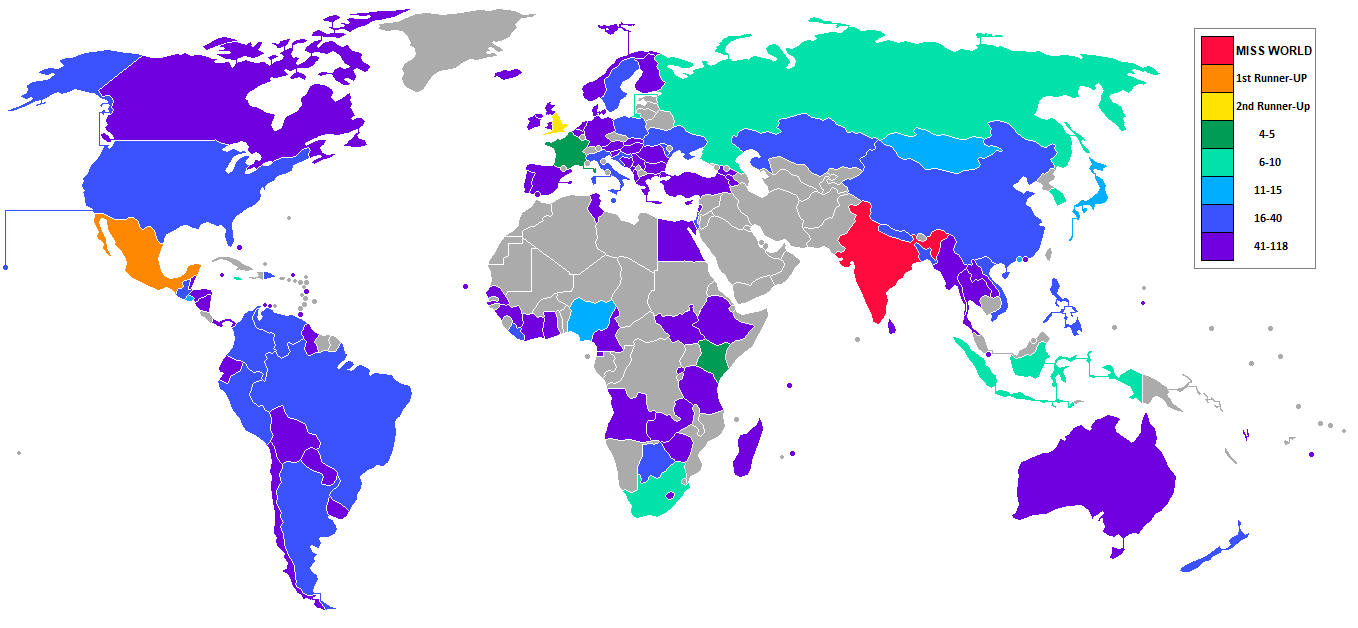
Países y territorios que enviaron candidatas y resultados para Miss Mundo 2017

### Clasificación final
La ganadora, las finalistas, las semifinalistas, las cuartofinalistas y las octavofinalistas las son las siguientes:
| Resultado final           | Candidata |
| ------------------------- | --- |
| Miss Mundo 2017           | - India - Manushi Chhillar |
| Primera finalista         | - México - Andrea Meza |
| Segunda finalista         | - Inglaterra - Stephanie Hill |
| Finalistas (Top 5)        | - Francia - Aurore Kichenin - Kenia - Magline Jeruto |
| Semifinalistas (Top 10)   | - Corea del Sur - Ha-eun Kim - Indonesia - Achintya Nilsen - Jamaica - Solange Sinclair - Rusia - Polina Popova - Sudáfrica - Adè van Heerden |
| Cuartofinalistas (Top 15) | - El Salvador - Fátima Cuéllar - Japón - Haruka Yamashita - Macao - Cloe Lan Wan-Ling - Mongolia - Enkhjin Tseveendash - Nigeria - Ugochi Ihezue |
| Octavofinalistas (Top 40) | - Argentina - Avril Marco - Bangladés - Jessia Islam - Botsuana - Nicole Gaelebale - Brasil - Gabrielle Vilela - China - Guan Siyu - Colombia - Maria Daza - Croacia - Tea Mlinarić - Estados Unidos - Clarissa Bowers - Filipinas - Laura Lehmann - Guatemala - Virginia Argueta - Italia - Conny Notarstefano - Kazajistán - Gul'banu Azimkhan - Líbano - Perla El Helou - Liberia - Wokie Dolo - Malta - Michela Galea - Moldavia - Ana Badaneu - Nepal - Nikita Chandak - Nueva Zelanda - Annie Evans - Perú - Pamela Sánchez - Polonia - Magdalena Bieńkowska - República Dominicana - Aletxa Mueses - Suecia - Hanna Haag - Ucrania - Polina Tkach - Venezuela - Ana Carolina Ugarte - Vietnam - Đỗ Mỹ Linh |

### Reinas continentales
Las reinas continentales son las siguientes:
| Continente | Candidata                   |
| ---------- | --------------------------- |
| África     | Kenia - Magline Jeruto      |
| América    | México - Andrea Meza        |
| Asia       | Corea del Sur - Ha-eun Kim  |
| Caribe     | Jamaica - Solange Sinclair  |
| Europa     | Inglaterra - Stephanie Hill |
| Oceanía    | Nueva Zelanda - Annie Evans |

## Desafíos
Los Fast-Track son competencias preliminares, en donde cada ganadora obtiene un pase directo al grupo de cuartofinalistas de la noche final.

### DesafíoHead to Head
El desafío Head-to-Head se llevó a cabo por primera vez, y en él seis candidatas de cada grupo se presentaron a través de sus videos introductorios. Luego, cada concursante respondió preguntas formuladas por la líder y por el público, que las hacía a través de las páginas oficiales de Facebook y Twitter de Miss Mundo. Posteriormente, todas las concursantes respondieron a la misma pregunta final planteada por la líder, teniendo cada una treinta segundos para dar su respuesta. La ganadora de cada grupo fue elegida por votación pública, y se anunció su nombre antes de que diera comienzo el desafío Head-to-Head del siguiente grupo. Las veinte ganadoras del desafío Head-to-Head fueron incluidas automáticamente en el grupo de las cuarenta cuartofinalistas.
El 1 de noviembre de 2017, se anunciaron oficialmente los grupos para el desafío Head-to-Head en el canal de YouTube de Miss Mundo, donde se asignaron a las concursantes a sus respectivos grupos.
- Avanzó al Top 40 mediante el desafío Head to Head.
- Avanzó al Top 40 mediante el desafío Head to Head y también por elección de los jueces u otros desafíos.
- Avanzó al Top 40 mediante otros desafíos.
- Avanzó al Top 40 por elección de los jueces.

| Grupo | País 1               | País 2            | País 3                    | País 4          | País 5            | País 6               |
| ----- | -------------------- | ----------------- | ------------------------- | --------------- | ----------------- | -------------------- |
| 1     | Angola               | Austria           | Bahamas                   | Georgia         | Guadalupe         | Italia               |
| 2     | Albania              | Argentina         | Bolivia                   | Costa de Marfil | Israel            | Mauricio             |
| 3     | Bélgica              | Camerún           | Chile                     | Guinea          | Madagascar        | Nepal                |
| 4     | Alemania             | Armenia           | Australia                 | Egipto          | Francia           | Jamaica              |
| 5     | Colombia             | Curazao           | Gibraltar                 | Islas Cook      | Paraguay          | Portugal             |
| 6     | Bangladés            | Botsuana          | Brasil                    | Canadá          | Etiopía           | Sudáfrica            |
| 7     | Bosnia y Herzegovina | Guam              | Honduras                  | Islandia        | Macao             | República Dominicana |
| 8     | Chipre               | Irlanda           | Kenia                     | Mongolia        | Rusia             | Singapur             |
| 9     | Bulgaria             | Ecuador           | El Salvador               | Finlandia       | Grecia            | India                |
| 10    | Aruba                | Ghana             | Hungría                   | Indonesia       | Laos              | Países Bajos         |
| 11    | China                | Dinamarca         | Guinea Ecuatorial         | Hong Kong       | Moldavia          | Ucrania              |
| 12    | Guatemala            | Croacia           | Fiyi                      | Inglaterra      | Rumania           | Senegal              |
| 13    | Eslovaquia           | Liberia           | Malta                     | Nigeria         | Nueva Zelanda     | Túnez                |
| 14    | Montenegro           | Polonia           | Ruanda                    | Seychelles      | Suecia            | Venezuela            |
| 15    | Eslovenia            | Guyana            | Japón                     | Perú            | Tanzania          | Uruguay              |
| 16    | Escocia              | Irlanda del Norte | México                    | Nicaragua       | Noruega           | Sri Lanka            |
| 17    | Birmania             | Filipinas         | Lesoto                    | Serbia          | Tailandia         | Turquía              |
| 18    | Belice               | España            | Gales                     | Sudán del Sur   | Zimbabue          | Vietnam              |
| 19    | Corea del Sur        | Estados Unidos    | Líbano                    | Panamá          | Trinidad y Tobago | —                    |
| 20    | Cabo Verde           | Islas Caimán      | Islas Vírgenes Británicas | Kazajistán      | Zambia            | —                    |

### Desafío deportivo
La final del desafío deportivo se llevó a cabo el 8 de noviembre de 2017 en el Ocean Sonic Banling Hotspring Resort, en Sanya, donde veintitrés candidatas compitieron en la ronda final. La ganadora de este desafío obtuvo un pase directo al Top 40. Aletxa Mueses, de la República Dominicana, ganó este reto.
| Posición   | Candidata                                           | Candidata |
| ---------- | --------------------------------------------------- | --- |
| Ganadora   | - República Dominicana - Aletxa Mueses (amarillo)   | - República Dominicana - Aletxa Mueses (amarillo) |
| 2.º lugar  | - Islas Cook - Alanna Smith (rojo)                  | - Islas Cook - Alanna Smith (rojo) |
| 3.er lugar | - Islas Vírgenes Británicas - Helina Hewlett (rojo) | - Islas Vírgenes Británicas - Helina Hewlett (rojo) |
| Top 23     | Equipo azul                                         | - Escocia - Romy McCahill - España - Elisa Tulián - Irlanda del Norte - Anna Henry - México - Andrea Meza - Nueva Zelanda - Annie Evans - Polonia - Magdalena Bieńkowska - Venezuela - Ana Carolina Ugarte                    |
| Top 23     | Equipo rojo                                         | - Argentina - Avril Marco - Bahamas - Geena Thompson - Guinea - Asmaou Diallo - Italia - Conny Notarstefano - Jamaica - Solange Sinclair - Sudáfrica - Adè van Heerden                                                        |
| Top 23     | Equipo amarillo                                     | - Aruba - Anouk Eman - Bosnia y Herzegovina - Aida Karamehmedović - Kenia - Magline Jeruto - Mongolia - Enkhjin Tseveendash - Países Bajos - Philisantha van Deuren - Rumania - Mihaela Bosca - Singapur - Laanya Ezra Asogan |

### Desafíotop model
La final del desafío top model se llevó a cabo el 11 de noviembre de 2017 en el Phoenix Island Resort, en Sanya. La ganadora de este desafío obtuvo un pase directo al Top 40. Ugochi Ihezue, de Nigeria, ganó este reto.
| Posición   | Candidata |
| ---------- | --- |
| Ganadora   | - Nigeria - Ugochi Ihezue |
| 2.º lugar  | - Tailandia - Patlada Kulphakthanapat |
| 3.er lugar | - Croacia - Tea Mlinarić |
| 4.º lugar  | - China - Guan Siyu |
| Top 30     | - Bosnia y Herzegovina - Aida Karamehmedović - Brasil - Gabrielle Vilela - Colombia - María Daza - Corea del Sur - Ha-eun Kim - Costa de Marfil - Mandjalia Gbané - El Salvador - Fátima Cuéllar - Eslovenia - Maja Zupan - España - Elisa Tulián - Francia - Aurore Kichenin - Guadalupe - Audrey Berville - Guinea - Asmaou Diallo - Honduras - Celia Monterrosa - India - Manushi Chhillar - Indonesia - Achintya Holte Nilsen - Israel - Rotem Rabi - Kenia - Magline Jeruto - México - Andrea Meza - Mongolia - Enkhjin Tseveendash - Montenegro - Tea Babić - Nepal - Nikita Chandak - Panamá - Julianne Brittón - Polonia - Magdalena Bieńkowska - República Dominicana- Aletxa Mueses - Rusia - Polina Popova - Ucrania - Polina Tkach - Venezuela – Ana Carolina Ugarte |

### Desafío de talentos
La final del desafío de talentos se llevó a cabo el 13 de noviembre de 2017 en el Ocean Sonic Banling Hotspring Resort, en Sanya. La ganadora de este desafío obtuvo un pase directo al Top 40. Michela Galea, de Malta, ganó este reto.
| Posición   | Candidata |
| ---------- | --- |
| Ganadora   | - Malta - Michela Galea |
| 2.º lugar  | - Fiyi - Nanise Rainima |
| 3.er lugar | - Italia - Conny Notarstefano |
| 4.º lugar  | - Inglaterra - Stephanie Hill |
| 5.º lugar  | - México - Andrea Meza |
| Top 20     | - Camerún - Akomo Minkata - Chipre - Helena Tselepi - Dinamarca - Amanda Petri - Guam - Destiny Cruz - Hungría - Virág Koroknyai - Indonesia - Achintya Holte Nilsen - Japón - Haruka Yamashita - Países Bajos - Philisantha van Deuren - Irlanda del Norte - Anna Henry - Paraguay - Paola Oberladstatter - Escocia - Romy McCahill - España - Elisa Tulian - Turquía - Aslı Sümen - Trinidad y Tobago - Chandini Chanka - Ucrania - Polina Tkach |

### Desafío multimedia
El 17 de noviembre de 2017, se anunció la ganadora del desafío multimedia, que obtuvo un pase directo al Top 40. Enkhjin Tseveendash, de Mongolia, ganó este reto.
| Posición   | Candidata |
| ---------- | --- |
| Ganadora   | - Mongolia - Enkhjin Tseveendash |
| 2.º lugar  | - México - Andrea Meza |
| 3.er lugar | - Nepal - Nikita Chandak |
| Top 9      | - India - Manushi Chhillar - Indonesia - Achintya Holte Nielsen - Inglaterra - Stephanie Hill - Tailandia - Patlada Kulphakthanapat - Venezuela - Ana Carolina Ugarte - Vietnam - Đỗ Mỹ Linh |

### PremioPeople's Choice
La ganadora de este desafío avanzó automáticamente al Top 15. Enkhjin Tseveendash, de Mongolia, ganó este reto.
| Posición | Candidata |
| -------- | --- |
| Ganadora | - Mongolia - Enkhjin Tseveendash |
| Top 10   | - Bangladés - Jessia Islam - Filipinas - Laura Lehmann - India - Manushi Chhillar - Líbano - Perla Helou - Nepal - Nikita Chandak - Rusia - Polina Popova - Tailandia - Patlada Kulphakthanapat - Venezuela - Ana Carolina Ugarte - Vietnam - Đỗ Mỹ Linh |

### Belleza con propósito
El 13 de noviembre de 2017, se anunciaron los veinte semifinalistas para Belleza con propósito, y el 18 de noviembre de 2017, se dieron a conocer las cinco ganadoras que se clasificarían entre las 40 mejores. Las ganadoras fueron Laura Lehmann, de Filipinas; Manushi Chhillar, de la India; Achintya Holte Nilsen, de Indonesia; Adè van Heerden de Sudáfrica y Đỗ Mỹ Linh, de Vietnam.
| Posición  | Candidata |
| --------- | --- |
| Ganadoras | - Filipinas - Laura Lehmann - India - Manushi Chhillar - Indonesia - Achintya Holten Nielsen - Sudáfrica - Adè Van Heerden - Vietnam - Đỗ Mỹ Linh |
| Top 20    | - Australia - Esma Voloder - Brasil - Gabrielle Vilela - Fiyi - Nanise Rainima - Inglaterra - Stephanie Hill - Eslovaquia - Hanka Závodná - Islas Cook - Alanna Smith - Islas Vírgenes Británicas - Helina Hewlett - Francia - Aurore Kichenin - Mongolia - Enkhjin Tseveendash - Nepal - Nikita Chandak - Nueva Zelanda - Annie Evans - Rusia - Polina Popova - Tailandia - Patlada Kulphakthanapat - Tanzania - Julitha Kabete - Zimbabue - Chiedza Mhosva |

### Danzas del mundo
| Candidata |
| --- |
| - Bahamas - Geena Thompson - Botsuana - Nicole Gaelebale - Brasil - Gabrielle de Souza - China - Guan Siyu - España - Elisa Tulián - Etiopía - Kisanet Mulla - Guinea Ecuatorial - Catalina Ondo - Guyana - Vena Mookram - India - Manushi Chhillar - Inglaterra - Stephanie Hill - Irlanda - Lauren McDonagh - Islas Cook - Alanna Smith - Italia - Conny Notarstefano - Japón - Haruka Yamashita - Mauricio - Bessikka Bucktawor - Mongolia - Enkhjin Tseveendash - Paraguay - Paola Arce - República Dominicana - Aletxa Mueses - Ruanda - Elsa Iradukonda - Ucrania - Polina Tkach |

## El concurso

### Formato
El número de octavofinalistas aumentó a cuarenta, en comparación con las veinte de la edición anterior. De esas cuarenta, veinte fueron seleccionadas a través del desafío Head-to-Head, una novedad de ese año. Otras cinco fueron las ganadoras del desafío Beauty With a Purpose, cinco más fueron las ganadoras de los desafíos (Fast-Track events), y las diez restantes fueron elegidas directamente por los jueces. A continuación, se eligieron quince cuartofinalistas de las cuarenta iniciales, y de ahí, se seleccionaron diez semifinalistas, cuyos videos introductorios fueron mostrados. De esas diez, cinco finalistas pasaron a la ronda de preguntas y respuestas, y finalmente, se anunciaron las finalistas y la ganadora del concurso.

### Jurado
El panel de jueces estuvo conformado por las siguientes nueve personas:
- Li Bing, presidente de New Silk Road
- Donna Darby, directora de escena y coreógrafa de Miss Mundo
- Mike Dixon, director musical de Miss Mundo
- Rohit Khandelwal, Míster Mundo 2016 de la India
- Andrew Minarik, estilista oficial para Miss Mundo
- Julia Morley, presidenta y directora ejecutiva de la Organización Miss Mundo
- Arnold Vegafria, director nacional de Miss Mundo Filipinas
- Yu Wenxia, Miss Mundo 2012 de China
- Zhang Zilin, Miss Mundo 2007 de China

## Candidatas
Las 118 candidatas al título de Miss Mundo 2017 fueron las siguientes:
| País/Territorio           | Candidata               | Edad | Residencia                 |
| ------------------------- | ----------------------- | ---- | -------------------------- |
| Albania                   | Joana Grabolli          | 20   | Fier                       |
| Alemania                  | Dalila Jabri            | 20   | Hamm                       |
| Angola                    | Judélsia Bache          | 22   | Luanda                     |
| Argentina                 | Avril Marco             | 20   | Santiago del Estero        |
| Armenia                   | Lili Sargsyan           | 18   | Ereván                     |
| Aruba                     | Anouk Eman              | 25   | Oranjestad                 |
| Australia                 | Esma Voloder            | 25   | Melbourne                  |
| Austria                   | Sarah Chvala            | 22   | Viena                      |
| Bahamas                   | Geena Thompson          | 24   | Nasáu                      |
| Bangladés                 | Jessia Islam            | 20   | Dhaka                      |
| Bélgica                   | Romanie Schotte         | 20   | Brujas                     |
| Belice                    | Renae Martinez          | 20   | Belmopán                   |
| Birmania                  | Ei Kyawt Khaing         | 19   | Naipyidó                   |
| Bolivia                   | Yasmín Pinto            | 20   | Buena Vista                |
| Bosnia y Herzegovina      | Aida Karamehmedović     | 24   | Trebinje                   |
| Botsuana                  | Nicole Gaelebale        | 26   | Gaborone                   |
| Brasil                    | Gabrielle Vilela        | 25   | Angra dos Reis             |
| Bulgaria                  | Veronika Stefanova      | 25   | Sofía                      |
| Cabo Verde                | Cristilene Pimenta      | 21   | São Vicente                |
| Camerún                   | Michèle-Ange Minkata    | 23   | Yaundé                     |
| Canadá                    | Cynthia Ménard          | 17   | Embrun                     |
| Chile                     | Victoria Stein          | 22   | Puerto Montt               |
| China                     | Guan Siyu               | 23   | Xiamen                     |
| Chipre                    | Helena Tselepi          | 22   | Limasol                    |
| Colombia                  | María Daza              | 22   | Riohacha                   |
| Corea del Sur             | Ha-eun Kim              | 25   | Seúl                       |
| Costa de Marfil           | Gbané Mandjalia         | 21   | Yamusukro                  |
| Croacia                   | Tea Mlinarić            | 18   | Senj                       |
| Curazao                   | Vanity Girigori         | 21   | Willemstad                 |
| Dinamarca                 | Amanda Petri            | 17   | Copenhague                 |
| Ecuador                   | Romina Zeballos         | 25   | Guayaquil                  |
| Egipto                    | Farah Shaaban           | 20   | El Cairo                   |
| El Salvador               | Fátima Cuéllar          | 20   | San Salvador               |
| Escocia                   | Romy McCahill           | 23   | Milngavie                  |
| Eslovaquia                | Hanka Závodná           | 21   | Bratislava                 |
| Eslovenia                 | Maja Zupan              | 18   | Kranj                      |
| España                    | Elisa Tulián            | 21   | Mallorca                   |
| Estados Unidos            | Clarissa Bowers         | 20   | Umatilla                   |
| Etiopía                   | Kisanet Molla           | 22   | Adís Abeba                 |
| Finlandia                 | Adriana Gerxhalija      | 22   | Turku                      |
| Filipinas                 | Laura Lehmann           | 23   | Macati                     |
| Fiyi                      | Nanise Rainima          | 25   | Suva                       |
| Francia                   | Aurore Kichenin         | 22   | Jacou                      |
| Gales                     | Hannah Williams         | 23   | Cardiff                    |
| Georgia                   | Keti Shekelashvili      | 23   | Kareli                     |
| Ghana                     | Afua Asieduwaa Akrofi   | 20   | Acra                       |
| Gibraltar                 | Jodie Garcia            | 22   | Gibraltar                  |
| Grecia                    | Maria Psilou            | 20   | Egio                       |
| Guadalupe                 | Audrey Berville         | 20   | Basse-Terre                |
| Guam                      | Destiny Cruz            | 20   | Inaraján                   |
| Guatemala                 | Virginia Argueta        | 23   | Jutiapa                    |
| Guinea                    | Asmaou Diallo           | 24   | Conakri                    |
| Guinea Ecuatorial         | Catalina Mangue Ondo    | 18   | Mongomo                    |
| Guyana                    | Vena Mookram            | 19   | Georgetown                 |
| Honduras                  | Celia Monterrosa        | 22   | Santa Bárbara              |
| Hong Kong                 | Emily Wong              | 23   | Hong Kong                  |
| Hungría                   | Virág Koroknyai         | 20   | Budapest                   |
| India                     | Manushi Chhillar        | 20   | Haryana                    |
| Indonesia                 | Achintya Holte Nielsen  | 18   | Lombok                     |
| Inglaterra                | Stephanie Hill          | 22   | Derbyshire                 |
| Irlanda                   | Lauren McDonagh         | 18   | Donegal                    |
| Irlanda del Norte         | Anna Henry              | 22   | Belfast                    |
| Islandia                  | Ólafía Ósk Finnsdóttir  | 19   | Reikiavik                  |
| Islas Caimán              | Kristin Amaya           | 25   | George Town                |
| Islas Cook                | Alanna Matamaru-Smith   | 25   | Avarua                     |
| Islas Vírgenes Británicas | Helina Hewlett          | 25   | Tórtola                    |
| Israel                    | Rotem Rabi              | 21   | Tel Aviv                   |
| Italia                    | Conny Notarstefano      | 22   | Lucera                     |
| Jamaica                   | Solange Sinclair        | 20   | Kingston                   |
| Japón                     | Haruka Yamashita        | 21   | Tokio                      |
| Kazajistán                | Gulbanu Azimkhanova     | 18   | Kyzylorda                  |
| Kenia                     | Magline Jeruto          | 24   | Elgeyo-Marakwet            |
| Laos                      | Tonkham Phonchanhueang  | 22   | Vientián                   |
| Lesoto                    | Mpoi MaHao              | 19   | Maseru                     |
| Líbano                    | Perla Helou             | 22   | Beirut                     |
| Liberia                   | Wokie Dolo              | 25   | Nimba                      |
| Macao                     | Wan Ling Lan            | 26   | Ciudad de Macao            |
| Madagascar                | Felana Tirindraza       | 22   | Nosy Be                    |
| Malta                     | Michela Galea           | 21   | La Valleta                 |
| Mauricio                  | Bessika Bucktawor       | 21   | Triolet                    |
| México                    | Andrea Meza             | 23   | Chihuahua                  |
| Moldavia                  | Ana Badaneu             | 20   | Chisináu                   |
| Mongolia                  | Enkhjin Tseveendash     | 24   | Ulán Bator                 |
| Montenegro                | Tea Babić               | 19   | Podgorica                  |
| Nepal                     | Nikita Chandak          | 22   | Biratnagar                 |
| Nicaragua                 | Monserrath Allen        | 18   | Rivas                      |
| Nigeria                   | Ugochi Ihezue           | 20   | Birnin Kebbi               |
| Noruega                   | Celine Herregården      | 19   | Drammen                    |
| Nueva Zelanda             | Annie Evans             | 19   | Auckland                   |
| Países Bajos              | Philisantha Van Deuren  | 21   | Almere                     |
| Panamá                    | Julianne Brittón        | 22   | Ciudad de Panamá           |
| Paraguay                  | Paola Oberladstatter    | 24   | Ciudad del Este            |
| Perú                      | Pamela Sánchez          | 22   | Chachapoyas                |
| Polonia                   | Magdalena Bieńkowska    | 24   | Mrągowo                    |
| Portugal                  | Filipa Barroso          | 18   | Setúbal                    |
| República Dominicana      | Aletxa Mueses           | 22   | Santiago de los Caballeros |
| Ruanda                    | Elsa Iradukunda         | 18   | Kigali                     |
| Rumania                   | Mihaela Boșca           | 26   | Baia Mare                  |
| Rusia                     | Polina Popova           | 22   | Ekaterimburgo              |
| Senegal                   | Nar Codou Diouf         | 20   | Dakar                      |
| Serbia                    | Anđelija Rogić          | 22   | Užice                      |
| Seychelles                | Hilary Joubert          | 23   | Victoria                   |
| Singapur                  | Laanya Ezra Asogan      | 21   | Singapur                   |
| Sri Lanka                 | Dusheni Silva           | 24   | Colombo                    |
| Sudáfrica                 | Adè van Heerden         | 26   | Johannesburgo              |
| Sudán del Sur             | Arual Longar            | 20   | Yuba                       |
| Suecia                    | Hanna Haag              | 20   | Gävle                      |
| Tailandia                 | Patlada Kulphakthanapat | 25   | Bangkok                    |
| Tanzania                  | Julitha Kabete          | 21   | Dar es-Salam               |
| Trinidad y Tobago         | Chandini Chanka         | 23   | Puerto España              |
| Túnez                     | Emna Abdelhedi          | 22   | Sfax                       |
| Turquía                   | Aslı Sümen              | 23   | Mersin                     |
| Ucrania                   | Polina Tkach            | 18   | Kiev                       |
| Uruguay                   | Melina Carballo         | 21   | Montevideo                 |
| Venezuela                 | Ana Carolina Ugarte     | 25   | Maturín                    |
| Vietnam                   | Đỗ Mỹ Linh              | 20   | Hanói                      |
| Zambia                    | Mary Chibula            | 22   | Mongu                      |
| Zimbabue                  | Chiedza Mhosva          | 22   | Centenary                  |